# Torre del Portitxol (Xàbia)
|  | Aquest article tracta sobre una torre de Xàbia. Vegeu-ne altres significats a «Portitxol». |

La Torre del Portitxol, també anomenada Torre del Cap Prim, és una torre de guaita situada prop del Cap de Martí, o Cap Prim, a la partida del Portitxol, al municipi de Xàbia (Marina Alta). Està declarada Bé d'Interès Cultural.
Actualment està ubicada dins d'una propietat privada, enmig d'una pineda, però la seva relativa elevació li permetia el control de les platges al sud i nord del cap, així com de l'illa del Portitxol. És una torre cilíndrica d'uns sis metres de diàmetre en la zona inferior. L'altura és d'uns tretze metres. El tram inferior presenta una sabata més ampla per a reforçar la torre. Construïda possiblement el 1424, en el regnat d'Alfons V d'Aragó, amb una alçada inferior a l'actual, com indiquen les mènsules i matacans situats a mitja alçada del cilindre, i es va recréixer posteriorment.